# Saulnes
Saulnes (deutsch Sonne, luxemburgisch Zounen) ist eine französische Gemeinde mit 2261 Einwohnern (Stand 1. Januar 2022) im Département Meurthe-et-Moselle in der Region Grand Est (bis 2015 Lothringen). Sie gehört zum Arrondissement Val-de-Briey und zum Gemeindeverband Grand Longwy Agglomération. Die Bewohner werden Saulnois und Saulnoises genannt.

## Geografie
Saulnes liegt im nördlichen Teil des Départements an der Grenze zu Luxemburg, etwa 32 Kilometer nordnordwestlich von Val de Briey. Das Gemeindegebiet erstreckt sich entlang eines Seitentales der Moulaine, einem kleinen Nebenfluss der Chiers, die zum Einzugsgebiet der Maas gehört. Das Tal wird vom Ruisseau de la Côte Rouge (luxemburgisch Réierbaach) durchflossen, der im Osten auf fünf Kilometern Länge die Grenze zu Luxemburg markiert. Nach Südosten steigt das Gelände steil an und erreicht mit 398 m über dem Meer im Wald (Bois du Four) seinen höchsten Punkt im Gemeindegebiet. Im Nordwesten der Gemeinde erhebt sich eine 100 m hohe bewaldete Geländestufe  (Bois de Longlaville). Reste von Industriebrachen finden sich noch östlich und südlich des Dorfes. Auf Teilen der ehemaligen Industriestandorte haben sich inzwischen neue mittelständische Betriebe angesiedelt.
Nachbargemeinden von Saulnes sind Pétange (Luxemburg) im Norden, Differdange (Luxemburg) im Osten, Hussigny-Godbrange im Südosten und Süden, Herserange im Südwesten sowie Longlaville im Westen.

## Geschichte
In einer Urkunde aus dem Jahr 1473 tauchte der Ort als Tzonen auf, 1495 als Zonnen. 1531 nannte der Ort sich schließlich Tzoenen. Durch die Grenzlage war auch die deutsche Schreibweise Sonne bzw. das Lëtzebuergesche Zounen gebräuchlich. 1793 hieß das Dorf Sonne (Haut-Sonne und Bas-Sonne), ab 1801 kam neben der Schreibweise Sosne das bis heute gültige Saulnes auf.
Der früher in ein Ober- und Unterdorf geteilte Ort Saulnes war lange Teil des Herzogtums Bar. Von den verheerenden Zerstörungen des Dreißigjährigen Kriegs erholte sich das Gebiet um Saulnes nur sehr langsam.
Prägend für Saulnes war lange die Eisenerzförderung und -verhüttung. Abgebaut wurde das eisenhaltige Minette-Gestein. Die Minette-Lagerstätte gehörte zu den bedeutendsten Eisenerzvorkommen der Erde. Die Reserven wurden auf 6 Milliarden Tonnen Erz geschätzt mit einem Eisengehalt von 1950 Millionen Tonnen. Der hohe Phosphorgehalt der Minette verhinderte lange Zeit den industriellen Abbau, der dann nach Einführung des Thomas-Verfahrens einsetzte. Nach dem Deutsch-Französischen Krieg von 1870/71 fielen Teile Lothringens an das Deutsche Reich. Dabei wurde die Grenze so festgelegt, dass große Teile des bekannten Minettevorkommens im nunmehr deutschen Elsaß-Lothringen lagen. Hierfür hatte sich unter anderem der Geologe Wilhelm Hauchecorne eingesetzt, der Mitglied der Grenzregulierungskommission war.
Im Jahr 1474 gab es eine erste Schmiede mit einem kleinen Hochofen in Saulnes, der aber Mitte des 16. Jahrhunderts wieder aufgegeben wurde. Die industrielle Eisenverarbeitung bzw. Stahlproduktion in großen Dimensionen begann im 19. Jahrhundert: 1874 eröffnete die Société des Hauts-Fourneaux de Saulnes-Raty et Cie den ersten modernen Hochofen, zwei weitere folgten bis 1882.
Nach einer Unterbrechung durch den Ersten Weltkrieg nahm das Unternehmen Société Lorraine Industrielle, das schon zwei Hochöfen im nahen Hussigny betrieb, im Jahr 1923 den Betrieb in Saulnes wieder auf. Nach der Rekonstruktion der teilweise im Zweiten Weltkrieg zerstörten Anlagen konnte 1955 die Produktion an den Hochöfen wieder aufgenommen werden. 1968 war die Ära der Stahlproduktion in Saulnes zu Ende. Durch die Absatzkrise wegen billiger Konkurrenz aus Übersee traf dies in den nachfolgenden Jahren auch alle anderen Stahl- und Bergbaustandorte im Norden Lothringens.
Der Niedergang der Eisen- und Stahlindustrie in der Region Longwy ging mit anhaltenden Protesten einher. Seit den 1970er Jahren konnten langsam neue Industrien angesiedelt werden.
1878 bekam Saulnes einen Eisenbahnanschluss. Die Bahnlinie von Longwy über Saulnes nach Villerupt diente nicht nur der Personenbeförderung, sondern verband auch mehrere Eisenerz-Grubenbahnen. Die Bahnlinie wurde 1994 stillgelegt.

### Cité Rougeleck
Mit der Inbetriebnahme der Hochöfen und dem enormen Zustrom von Arbeitskräften wurde die Wohnungsnot in Saulnes akut. Bis 1872 wurde daraufhin eine erste Arbeitersiedlung mit 96 Wohnungen, die Cité Rougeleck errichtet. Man orientierte sich dabei an den Reihenhaussiedlungen der englischen Industriestandorte. Zwei zusätzliche Wohnsiedlungen wurden in den Jahren 1895 und 1907 gebaut und die Cité Rougeleck wurde erweitert. 1927 kamen drei Kantinen hinzu. 1930 wurde das Siedlungsareal nochmals stark ausgebaut, sodass weitere 2500 Minen- und Stahlarbeiter untergebracht werden konnten.

### Bevölkerungsentwicklung
| Jahr      | 1962 | 1968 | 1975 | 1982 | 1990 | 1999 | 2011 | 2022 |
| Einwohner | 3725 | 3418 | 2953 | 2783 | 2473 | 2454 | 2351 | 2261 |

Im Jahr 1962 wurde mit 3725 Bewohnern die bisher höchste Einwohnerzahl ermittelt. Die Zahlen basieren auf den Daten von cassini.ehess und INSEE.

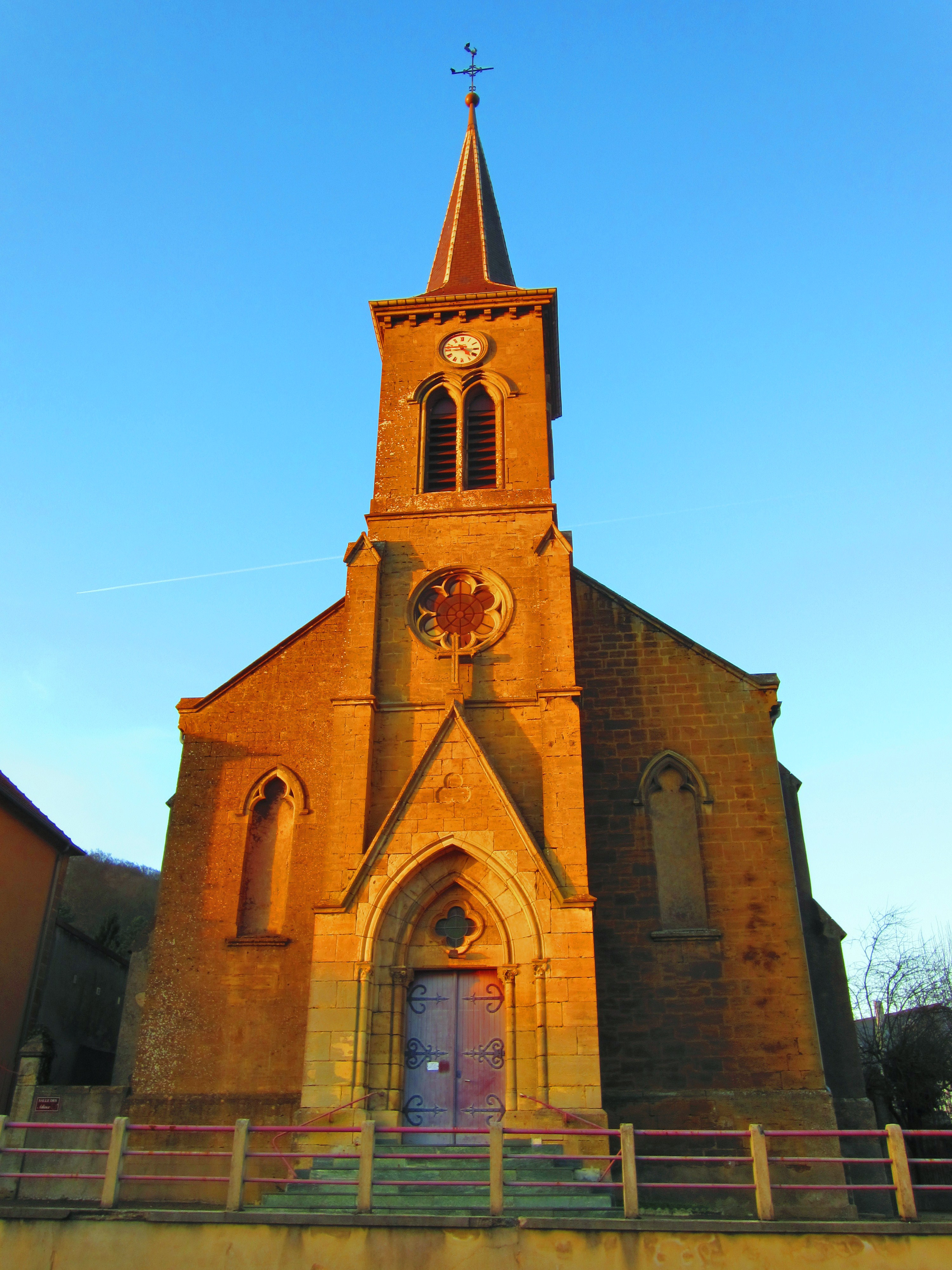
Kirche St. Sebastian

## Sehenswürdigkeiten
- Pfarrkirche Saint-Jean-Baptiste aus dem 19. Jahrhundert
- Großes Schloss des Industriellen Gustave Raty (1832–1901), Gründer und Eigentümer der Eisenhütten von Saulnes, in den 1880er Jahren errichtet.[7]
- Kleines Schloss, für Marc Raty, den Sohn von Gustave Raty zwischen 1900 und 1905 in unmittelbarer Nähe des großen Schlosses gebaut
- Museum für Fotografie mit frühem Amateurfilm-Equipment, alten Kameras und Laborgeräten[8]
- Relikte der Industriekultur (Grubenbahnanlagen, Reste alter Hochöfen)

## Wirtschaft und Infrastruktur
In Saulnes sind neun Industrie- und Dienstleistungsbetriebe ansässig (Metalltischlerei, Schlosserei, Baufirmen, Malerbetriebe, Wärme- und Klimaanlageninstallation).
Saulnes ist durch Straßen nur mit Hussigny-Godbrange und mit Longlaville verbunden; einen Grenzübergang in das nördlich angrenzende Luxemburg gibt es nicht. Die Ausfahrt Longlaville an der zu zwei Dritteln fertiggestellten Autoroute A30 ist die letzte vor der belgischen Grenze. Sie verbindet den Ballungsraum Longwy mit Metz und Thionville sowie dem belgischen Arlon.

## Belege
1. ↑  Helmut Frühauf: Eisenindustrie und Steinkohlenbergbau im Raum Neunkirchen / Saar. (=Forschungen zur deutschen Landeskunde, Band 217) Zentralausschuss für deutsche Landeskunde, Trier 1980, ISBN 3-88143-010-5, S. 56.
2. ↑  Raty & Cie Saulnes / France - Le chemin de fer industriel mit historischem Bildmaterial. Abgerufen am 28. Januar 2013 (französisch).
3. ↑  Wir sitzen hier auf einem Pulverfaß. In: Der Spiegel. Nr. 10, 1979 (online).
4. ↑  Cité, monument historique auf actuacity.com. Abgerufen am 28. Januar 2013 (französisch).
5. ↑  Saulnes auf cassini.ehess
6. ↑  Saulnes auf INSEE
7. ↑  Daten auf actuacity.com. Abgerufen am 28. Januar 2013 (französisch).
8. ↑  Museum auf actuacity.com. Abgerufen am 28. Januar 2013 (französisch).
9. ↑  Betriebe auf annuaire-mairie.fr (französisch)